# صفة موروثة
الصفة الموروثة هي مجموعة من الأنماط الظاهرية عُبّرت بواسطة خلية، نسيج، عضو، كائن حي، أو فصيلة. تماماً مثلما يشير الجينوم والبروتيوم إلى جميع جينات الكائن الحي وبروتيناته، الصفة الموروثة تُظهر خلاصة السمات الظاهرية. ومن الأمثلة على السمات الظاهرية: لون الجلد، لون العيون، الطول، أو صفات شخصية محددة. على الرغم من أن أي نمط ظاهري في أي كائن حي له قواعد في النمط الجيني، تعبيرالأنماط الظاهرية ممكن أن يتأثر بالتغيرات البيئية، الطفرات، والتغيرات الجينية مثل تعدد اشكال النيوكليوتيدات المفردة أو خليط من هذه العوامل. علم الصفات الموروثة هو دراسة الصفة الموروثة وكيفية التعرف عليها تحديدأ عند دراسة صلتها مع جميع الجينات (علم الجينات) أو جميع البروتينات (علم البروتيوميات). 

## الأصل والاستخدام
أُطلق هذا المصطلح لأول مرة عن طريق (ديفيس) في عام 1949، «نحن هنا نقدم مصطلح صفة موروثة لجميع الأجزاء الخارجية للجين، والمناطق غير المتوالدة ذاتياً في الخلية سواء كانت سيتوبلازمية أو نووية». الصفة الموروثة ممكن أن تكون المادة الاأساسية للنمط الظاهري مثل الجينوم وهو المكون الأساسي للنمط الجيني. على الرغم من أن الصفة الموروثة استخدمت منذ سنوات عديدة، الفرق في استخدام الصفة الموروثة والنمط الظاهري صعب حلّه. التعريف المقترح للمصطلحان هو «الكليّة الفيزيائية لجميع السمات في كائن حي معين أو أي من أنظمته الثانوية» عُرض عن طريق (ماهنر وكاري) في عام 1997، الذين يجادلون على أنه بالرغم من أن العلماء يميلون إلى استخدام هذه المصطلحات والمصطلحات ذات الصلة بطريقة بديهية لا تعيق البحث، فإن المصطلحات ليست محددة بشكل جيد ولا يكون استخدامهم متسقأ. على سبيل المثال، المناقشات التي أجرها (أ.فاركي) بين أولئك الذين استخدموا هذا المصطلح حتى عام 2003 اقترحت أن «جوهر المعلومات هو وصف النمط الظاهري للكائن الحي تحت تأثير الجينات والعوامل البيئية»، يوجد فريق آخر من الباحثين ميّزوا الصفة الموروثة في الإنسان كبحث متعدد الإتجاهات مع العديد من المستويات العصبية الحيوية والتي تمتد عبر البروتيوم والأنظمة الحيوية (مثل: مسارات الإشارة العصبية) والظواهر المعرفية والسلوكية. 

## اقرأ أيضاً
- معلوماتية حيوية
- علم أنظمة الأحياء
- فيزيوم